# Унтерајхенбах
Унтерајхенбах (њем. Unterreichenbach) општина је у њемачкој савезној држави Баден-Виртемберг. Једно је од 25 општинских средишта округа Калв. Према процјени из 2010. у општини је живјело 2.264 становника. Посједује регионалну шифру (AGS) 8235073.

## Географски и демографски подаци
Унтерајхенбах се налази у савезној држави Баден-Виртемберг у округу Калв. Општина се налази на надморској висини од 328 метара. Површина општине износи 6,3 km². У самом мјесту је, према процјени из 2010. године, живјело 2.264 становника. Просјечна густина становништва износи 359 становника/km².